# Úšovický potok
Der Úšovický potok (deutsch Auschabach bzw. Auschowitzer Bach, am Oberlauf Schneiderbach) ist ein linker Zufluss des Kosový potok in Tschechien.

## Verlauf
Der Úšovický potok (Schneiderbach) entspringt vier Kilometer nördlich von Marienbad/Mariánské Lázně im Kaiserwald/Slavkovský les. Seine Quelle befindet sich südöstlich des Modrý kámen (852 m n.m.). An seinem zunächst nach Osten führenden Oberlauf befindet sich eine Bifurkation zum parallel verlaufenden Mnichovský potok. Südlich des Moores Smraďoch (Stinker) ändert der Úšovický potok in der Nähe der Einschicht Nimrod seine Richtung und fließt durch das Maxova údolí (Maxthal) mit der Talsperre Marienbad und der Ansiedlung Lunapark nach Süden. Zwischen dem Žižkův vrch (Steinhau, 749 m n.m.) und dem Schneiderrang (756 m n.m.) erreicht der Bach unterhalb der Waldquelle im Martínkův park (Martinekpark) die Stadt Mariánské Lázně. Dort durchfließt der Bach die Sady Václava Skalníka (Wenzel-Skalnik-Gärten), wo am nordwestlichen Fuße der Hamelika (723 m n.m.) von Osten der Pstruží potok (Hamilkabach) einmündet. Unterhalb des Zusammenflusses des Schneiderbaches und Hamilkabaches wurde der Bach früher als Auschabach bzw. Auschowitzer Bach bezeichnet.
Der weitere Lauf des Baches führt vorbei an Ferdinandův pramen (Ferdinandsbrunn) und Rudolfův pramen (Rudolfsquelle), wo die Bahnstrecke Mariánské Lázně–Karlovy Vary am Haltepunkt Mariánské Lázně město den Bach überbrückt, nach Úšovice.
Dort befindet sich im Ortszentrum mit dem Antonickův pramen (Antoniusquelle) eine weitere Heilquelle. Am Unterlauf fließt der Bach vorbei an Stanoviště durch das Wildgehege Stanoviště und mündet schließlich nach 10,5 Kilometern bei Vysoká Pec in den Kosový potok.

## Zuflüsse
- Třebízského potok (Schneidbach, auch Waldbach; r),  beim Hotel Harmonie in Lunapark
- Pstruží potok (Hamilkabach; l), im Kurpark Mariánské Lázně
- Pottův potok (Pottabach; l), in Úšovice